# William Hamilton (atleta)
William Frank "Bill" Hamilton (11 de agosto de 1883 — 1 de agosto de 1955) foi um atleta e campeão olímpico norte-americano.
Velocista, ele competiu nos 100 m e nos 200 m em Londres 1908 sem conseguir chegar à final. Sua medalha de ouro foi conquistada na prova do revezamento misto, que consistia na distância de 1600 m coberta por quatro corredores, que percorriam distâncias diferentes. Dois deles corriam 200 m, o terceiro corria 400 m e o último, 800 metros.
Ele correu um das 'pernas' de 200 m na equipe - ele, Melvin Sheppard, John Taylor e Nathaniel "Nate" Cartmell - que venceu a prova em 3m29s4.